# Galatina Challenger 1982
Il Galatina Challenger 1982 è stato un torneo di tennis facente parte della categoria ATP Challenger Series nell'ambito dell'ATP Challenger Series 1982. Il torneo si è giocato a Galatina in Italia dal 3 al 9 maggio 1982 su campi in terra rossa.

## Vincitori

### Singolare
Dominique Bedel ha battuto in finale  Pender Murphy con il punteggio di 7–6, 1–6, 7–5

### Doppio
Sergio Casal /  Alejandro Pierola hanno battuto in finale  Gianni Marchetti /  VincenzoNaso con il punteggio di 6–4, 6–4